# المرخ
قرية المرخ هي إحدى قرى البحرين التي تقع على امتداد شارع البديع، يحدها من الشمال شارع البديع وقرية دراز، ومن الشرق شارع سار ومقابة، ومن الغرب قرية بني جمرة وقرية القرية، ومن الجنوب سار، قرية المرخ قرية قديمة تاريخيا، ويشهد على ذلك وجود عين «أبو عليوه»، ويعتقد بأنها تعود إلى الفترة الدلمونية.
اشتهر أهالي المرخ بالزراعة، ولكن هذه المهنة اندثرت من بعد اكتشاف النفط في البحرين، وتحولت معظم المزارع إلى مجمعات سكنية.

## سبب التسمية

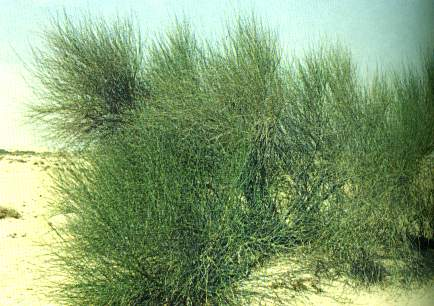
صورة لنبات المرخ

توجد تسمية المرخ في البحرين لمكانين، الأول: في جنوب غرب البحرين، نفس المنطقة التي تقع فيها محمية العرين - وهي غير مسكونة - ذات طبيعة عشبية كما تشير بذلك خريطة البحرين الطبيعية، والثاني: شمال غرب البحرين وهو تسمية القرية ""قرية المرخ""، وتتميز المنطقتين بنفس الميزات الطبيعية (العشبية).
أما سبب التسمية، فإن بعض يؤرخ أن ((المرخ)) هو اسم لبدوي كان أول من سكن المنطقة واستقر فيها وأسس نواة المجتمع المرخي الأولى في أزمنة غبرت منذ أمد بعيد، لما رآه في هذه الأرض من موقع مميز وقابلية ممتازة للزراعة، حيث التربة الصالحة والماء والمساحة. وحيثما وجدت الزراعة وجد الاستقرار. فكان ذلك عامل جذب لعوائل أخرى قطنت بجانب هذا الرجل وعائلته وهكذا.
في حين يؤكد آخرون وهو الشائع والأقرب. أن ((المرخ)) اسم لشجر بري لا ينبت إلا في مناطق خاصة، يستفيد منه الناس قديماً لإشعال النار للتدفئه، وأغراض المطبخ وأمورهم الحياتية الأخرى التي كان يقتضيها عصرهم، وكان ""نبات المرخ"" متوافراً بكثرة في هذه المنطقة إلى أن أصبحت قرية تسكنها عوائل محددة ارتبطت في بداية أمرها بالمكان فقط. فربطها المكان – بعد حين – برباط النسب. ويذكر بعض كبار السن من أهل القرية والقرى المجاورة أن هذا النبات البري كانت له بقايا لمدة ليست بالبعيدة في أطراف القرية، وفي محيط المزارع الخاصة بأهل القرية قبل أن يجرف المد العمران المتسارع كل هذه البقايا، بل إنه لم يتبق للفلاحين من مزارعهم باقية.

## موقعها والتعداد السكاني
المرخ قرية صغيرة من قرى البحرين تقع في نهاية شارع البديع -تقريباً- في المحافظة الشمالية، وتطوقها القرى من شتى الجهات، إذ تحدها من جهة الشرق قرية مقابة ومن الغرب قرية بني جمرة، وتقع الدراز في الجهة الشمالية، وجنوباً قرية سار، وتقع قرية القرية في جنوب غرب المرخ.

### الموقع الفلكي لقرية المرخ
لصغر مساحة المرخ دور كبير في كونها لا تحصل من الموقع الفلكي سوى على فرق الدقائق فقط، (*درجة/'دقيقة/"ثانية)، إذ تنحصر بين خطي طول (*50/'28/"39) شرقاً، و (*50/'27/"59.71) غرباً، شرق خط الاستواء، وبين دائرتي عرض (*26/'13/"12.49) شمالاً، و (*26/'12/"37.23) جنوباً، شمال خط الاستواء، أما مساحتها الإجمالية فهي حوالي 3 كيلومتر مربع، وتقع قرية المرخ شمال غرب مملكة البحرين

### الموقع والتأثيرات الاجتماعية
منح موقع المرخ ميزات عدة ربما تفتقدها العديد من قرى ومناطق البحرين، فبالإضافة إلى كون أهل القرى ممن يتعايشون فيما بينهم وفقاً لعلاقات وروابط اجتماعية قوية يفرضها التكوين الاجتماعي المتوارث منذ آلاف السنين، فإن كون المرخ - جغرافياً - في الوسط بين قرى أخرى عزز هذه الصفة لدى أهلها، حيث لم يقتصر التواصل الاجتماعي والمشاركة المعيشية بأروع أمثلتها على أهل القرية فيما بينهم، إنما تعدى ذلك إلى تأكيد العلائق مع أهالي القرى المجاورة بصورة يغبط عليها أهل المرخ، ويبرز هذا التواصل في عدة مظاهر أهمها: التزاوج، والتفاعل والانفعال مع ما يجري في القرى المجاورة من مناسبات خاصة، وإقامة الفعاليات الاجتماعية والدينية المشتركة وما إلى ذلك.

### تعداد القرية
يتجاوز عدد سكان قرية المرخ اليوم الألف نسمة. ويتوزع هذا الكم من أهل المرخ على ما لا يزيد عن 400 منزلاً فقط، ولهم ثلاثة مساجد رئيسية، وحسينية عامة لأهالي القرية وحسينية سيد علي ((مأتم السادة)) .

## تاريخها والملامح الاجتماعية القديمة
هي عريقة مثلما هو الحال لتاريخ الدراز وسار وباربار، ولكن المرخ فيها ميزة عن باقي القرى الأخرى وهي موجودة في قرية القُرية ولكنها في المرخ أكثر ألا وهي وجود الرجال الذين يشكلون أغلب سكان القرية الذين يبلغ تعدادهم حوالي 1000 نسمة وقرابة 400 منزل. ويروي الأجداد أنه عندما كان أحد طلاب الحوزة في الدراز وكان ممن ينتسب للإمام موسى الكاظم ومن قرية توبلي كان هذا الطالب يمر يومياً على أرض المرخ وكان فيها خيمة لبدوي مع زوجته وابنته وكلما مر على أهل القرية سقوه ماء. حتى جاء في يوم من الأيام وطلب يد بنت البدوي وكان من عامة الناس وتزوج بها وسكن المرخ ولهذا صار أكثر أهل المرخ من السادة المنتسبين للإمام موسى الكاظم أي الموسوية. أما باقي عامة الناس وهم يشكلون 10% فإن منهم من قدم من قرية بوقوة وباربار.

### الزواج التقليدي في المرخ
عندما تحصل حالة زواج في المرخ ترى الكل سعيد باعتبار صغر القرية وترابط الأهالي فيما بينهم ولم يكن من السهل أن يرى العريس عروسه في ذلك الوقت، وإذا اتفق وخطبت فتاة من القرية لأحد الأشخاص من القرى المجاورة، فإن أهالي العريس يأتون عصرا محملين بالهدايا موضوعة في قفيق ((جمع قفة - وهي مصنوعة من الخوص)) وتكون مملوءة بالحلويات، ويذهبون لبيت العروس ويسلمونه لمنزلها، وفي اليوم الثاني يأتون بالسمك لبيت العروس.
وفي الماضي لم يكن معروفاً المحلات المختصة في أمور الزواج مثل الصالون والاستوديو والصالة والمطعم. ومن كان يقوم بكل تلك المهام هن (الدايات- جمع داية) وهن اللاتي يجهزن مستلزمات العريسين، ويتراوح عددهن من 4 إلى 5 دايات لكل زواج، وفي ليلة العرس تقوم الدايات بوضع العريسين مقابل بعضهما البعض، وتأخذ كل منهن من طرف قطعة من القماش المزين والمعطر بالبخور والقيام بإنشاد الأغاني والتريمبو.

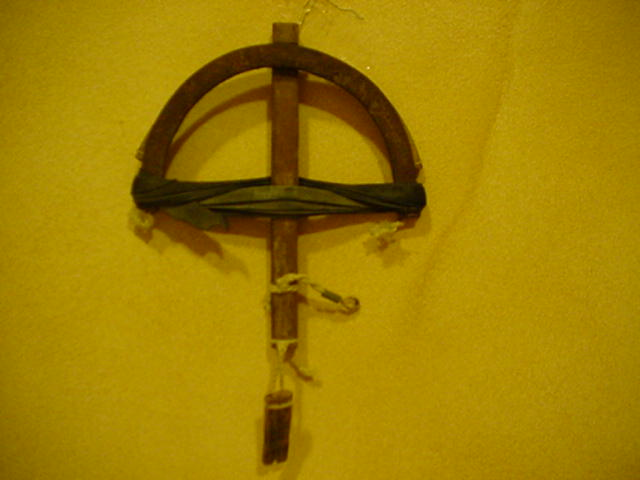
صورة للفخ المستخدم في صيد الطيور

أما على الجانب الرجالي فإن الرجل في أغلب الأحيان ليس له كلمة في اختيار الزوجة سوى رأي ضعيف والرأي الراجح للأم والأب، حيث يكون رضا الزوجين هو في اختيار الوالدين، وقبل ليلة الزواج يتم ذبح الثيران ليتم عمل الولائم بها في ليلة الزواج.

### هوايات صغار المرخ
أكثر ما كان يستهوي الصغار في قديم المرخ، صيد الطيور والسباحة. أما صيد الطيور فكان ((بر سار)) هو المكان المستهدغ وأبرز الطيور المصطادة الفقاقه والهدهد والسمن والمدقي، ووسائل الصيد تصنع محلياً (الفخ)، والذي توضع فيه دودة (عتلة) تؤخذ من كرب النخيل (السعف اليابس) وتوضع في الفخ الذي يدفن في الرمل، ويحرص الصياد على بروز تلك الدودة لتغري ذلك الطير المطلوب اصطياده. وما يتم اصطياده فهو مادة دسمة للأكل.
أما السباحة التي كانت تستهوي الصغار خصوصاً في وقت الصيف فأفضل مكان هو عين عليوه التي كانوا يستمتعون بالسباحة فيها لأنها تكون شديدة البرودة في الصيف ودافئة في الشتاء، وكانوا يسبحون من ثقبة إلى ثقبة حتى يصلوا للعين الكبيرة، وهي عين عليوه حيث يتمكنون من الجلوس وهم داخل العين.
أما عن أبرز الألعاب الشعبية التي كانت منتشرة في ذلك الوقت واستمرت حتى فترة قريبه فهي: الصميدة، والفيايوه، ولعبة البكرة، الصبه، الشاه... إلخ

### أبرز من وفد على المرخ في الماضي
- آية الله محمد أمين زين الدين : وهو المشهور لدى أهل البحرين، إذ كان يصلي جمعة في قرية كرزكان عند مجيئه للبحرين من النجف، وأبرز محطات زيارته في البحرين في «قرية المرخ» حيث كان يصلي جماعة بالقرية في المسجد الشمالي. ويكون أهل القرية على أتم استعداد لإستغلال الفرصة بوجود الضيف الكبير من خلال طرح المسائل الابتلائية لديهم على سماحته.
- ملا جاسم نجم الجمري : كان هذا الخطيب البارع المعروف أكثر خطيب قرأ في المرخ وهو يقرأ أكثر العادات الحسينية المقامة من قبل الأهالي طوال أيام الأسبوع. وكانت له شعبية كبيرة عند الأهالي، كان شاعراً وحافظاً للقرآن على الرغم من كونه ضرير، وألٌف الكثير من الأبيات في أهل البيت حيث كان سريع النظم في الشعر القري والرصين في نفس الوقت.

## اقتصاد القرية قديماً
المرخ كانت في السابق تحيط بها مجموعة من المزارع التي تعتمد على المياه العذبة ومن أهمها عين عليوِّه (بكسر الواو وتشديدها)، ولهذا فقد اشتغل اهلها منذ القدم بالزراعة، فلا تكاد تجد عائلة من عوائل القرية إلا ولها قطعة أرض تفلحها وتعتمد في كصدر رزقها عليها. وأبرز صور اقتصاد المرخ القديم كانت:

### التموين
كانت قرية المرخ تفتقر لبقالة في الماضي، وكان الاعتماد كل الاعتماد على الباعة المتجولين الذين يقدمون من القرى المجاورة، واشتهر الباعة المتجولين بالمناداة على البضاعة المباعة وكان بعض الباعة يدور حول القرية لبيع أكبر كمية ممكنة أما البعض الآخر فيقوم بافتراش الأرض في مكان بارز ليبيع ما لديه من بضائع، أما الوسيلة الأكثر استخداماً لحمل البضائع هو (الگاري والحمارة)، علماً بأن البائع يأخذ فضلات الطعام (خبز يابس، نواة التمر) من الأهالي مقابل تلك الخضار أو اللبن الطازج المباع، وذلك لإطعام الأبقار التي يمتلكها .

### المهن القديمة في المرخ

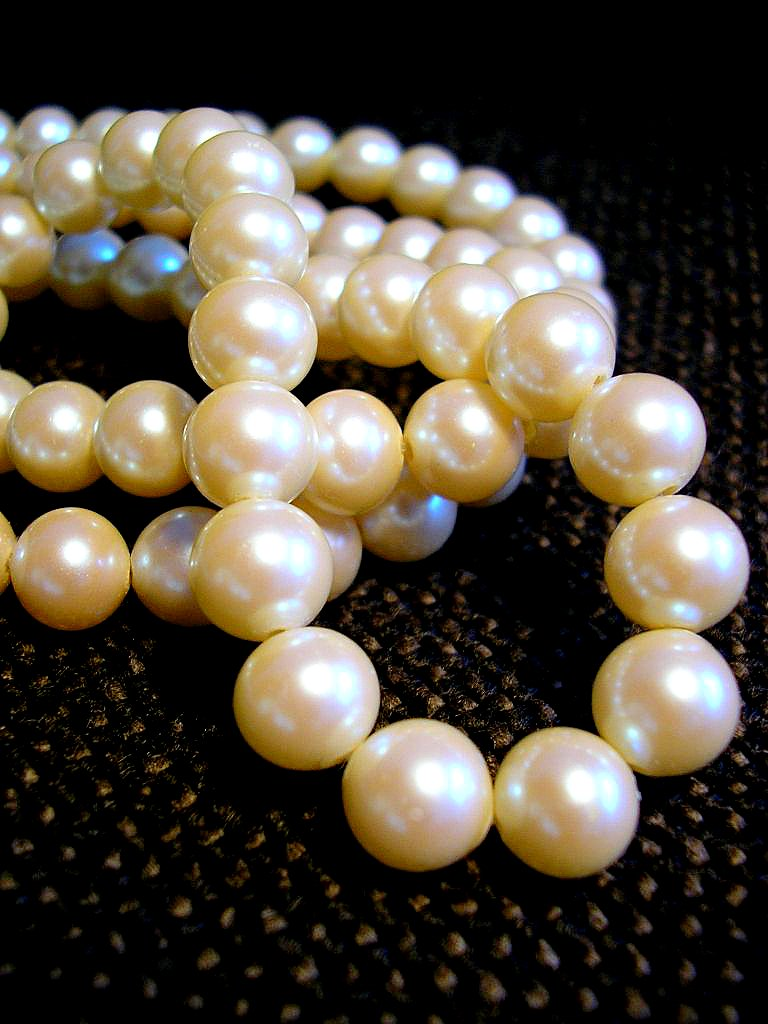
عقد من اللؤلؤ

#### القيطان
وهي مجموعة من الخيوط الصغيرة وطولها حوالي 8-10 سم من الحرير أو الإبريسم الأسود وهي في الأصل لونها أبيض، ولكن تصبغ باللون الأسود، وتوضع في ذيل السروال الذي ترتديه نساء وبنات ذلك الزمن، ويصبح مثل (الكركوشه)، أشهر من عمل في هذه المهنة السيد قاسم السيد محمد وساعدة في هذه المهنة ابنه السيد محمد. والمثير في هذه المهنة أن الطلبيات تعدت حدود المرخ والبحرين فصار القيطان مطلوب من أهالي القطيف والإحساء على رغم صعوبة المواصلات في ذلك الوقت.

#### الزراعة والغوص
لأن المرخ غير واقعة بالفرب من الساحل ولوجود التربة الزراعية فإن أغلب الأهالي اتجهوا للزراعة، والقليل منهم اتجه للبحر وفي الماضي كان أهالي البحرين يدخلون البحر لاستخراج اللؤلؤ ويمكث البحارة في البحر لمدة أشهر وأبرز وأخطر المهن البحرية في ذلك الوقت هي الغوص، ويستخرج المحار من قاع البحر وكان أبرز من اشتغل في الغوص في ذلك الوقت هو السيد جواد السيد هاشم.

#### بيع المواد الغذائية
لم يكن في المرخ أي بقالة لبيع المواد الغذائية وعندما يحتاج الأهالي لمواد غذائية بكمية كبيرة يشرّقوا (أي يذهبوا للمنامة (عاصمة البحرين) / لوجود المنامة شرق قرى البديع)، وعلى الرغم من ذلك فقد اشتهر من أهالي القرية من عمل في هذه المهنة وأبرزهم الحاج حسين بن علي والسيد شبير السيد إبراهيم وقد اشتهر كليهما بإحياء بعض المناسبات الدينية.

## آثار تاريخية

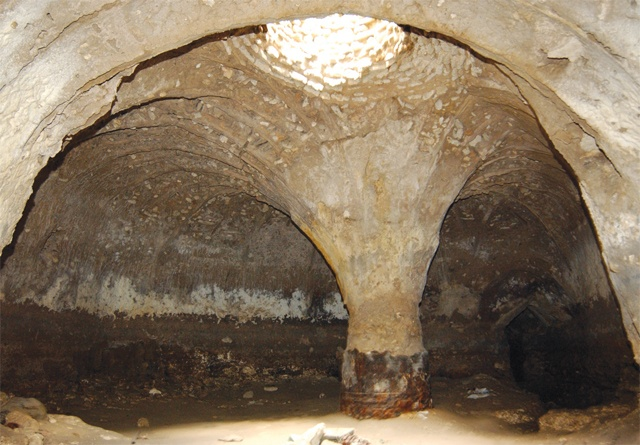
صورة لعين أبو عليوه ويظهر جفافها من الماء جراء عبث الإنسان بها

إنه مما يبعث على الأسى ما وصل إليه جور الإنسان على الطبيعة من حد تعدى فيه على موارد مد الطبيعة بالحياة والقضاء عليها نهائياً دون أي اعتبار سوى المصلحة الشخصية الضيقة. فلقد قضوا على الماء!!! حيث تم ردم آبار المياه الجوفية التي كان المزارعون يروون بها زروعهم وبهائمهم; وذلك كي تشيدّ عليها المباني والبيوت.
وللمياه الجوفية - سابقة الذكر- في المرخ حكاية أخرى، تروي جانباً من عراقة أبناء هذه المنطقة العزيزة في البحرين الغالية، ومدى الدور الحضاري الكبير الذي ساهموا به في تعزيز تاريخ البلد بين بلدان المنطقة، فلو أسعفك الحظ لزيارة المرخ قبل ما لا يزيد على 20 سنة فقط. لرأيت عيناك إبداعاً من إبداعات الخالق، اختلف المهتمون في تحديد تاريخه; لما يتمتع به من عراقة وامتداد في أعماق الزمن البعيد.
فالآبار الجوفية في ((المرخ)) عبارة عن أنفاق مائية عميقة ممتدة من ((المرخ)) إلى قرب ساحل البحر في منطقة الجنبية يمكن الدخول إليها عبر فتحات بارزة على وجه الأرض متباعدة فيما بينها بمسافة معقولة وهي شبيهة إلى حد كبير بالبئر المعروفة، غير أنك تستطيع عند الوصول إلى قاع إحدى هذه الآبار أن تسير عبر النفق المائي المذكور لتخرج - إن أردت - من بئر أخرى غير التي دخلت فيها، وبين هذه الآبار، أو قل في وسط هذا النفق الممتد في باطن الأرض تجد العين الرئيسية الواسعة والمعروفة بعين ((عليوه))
والغريب أن الماء في هذه الآبار المسماة شعبياً بـ ((الثقب)) نشط طيلة أيام السنة، تجده صيفاً شديد البرودة وشتاءً دافئاً. وكان هذا الماء وفيراً يروي الزرع والحيوانات وكذلك الإنسان، ولم يستطع المؤرخون إعطاء تحديد دقيق لتاريخ هذا النفق المائي العجيب، فبعضهم توقعه منذ أيام الفينيقيين، وآخر أرجعه إلى زمن سابق، وثالث آخره عن ذلك قليلاً أو كثيراً، ولم يتفقوا إلا في كونه منذ أكثر من نصف قرن من الزمن وربما يتجاوز ذلك كثيراً.
وهذا الاختلاف عائد أساساً لعدم وجود دراسة علمية دقيقة، واهتمام خاص من قبل المعنيين بمثل هذه الآثار وتسجيلها ضمن تاريخ حضارة البلد، وبلغ الإهمال حداً أن لم تتفاعل - عملياً - أي جهة مختصة في المملكة مع ما أثارته الصحافة حول هذه الآبار عندما جار عليها الإنسان، وسعى لتدميرها نهائياً

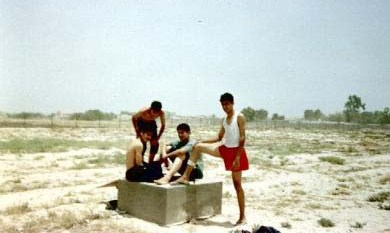
صورة خارجية لإحدى الثقب المؤدية إلى النفق المائي
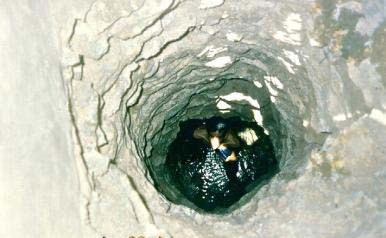
صورة داخلية لإحدى الثقب المؤدية إلى النفق المائي
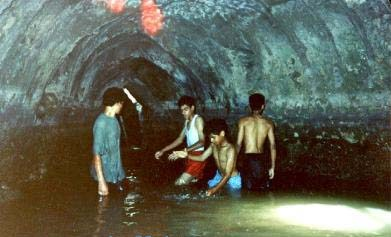
صورة من الداخل للنفق المائي المتد بين عدد كبير من الـ(ثقب)
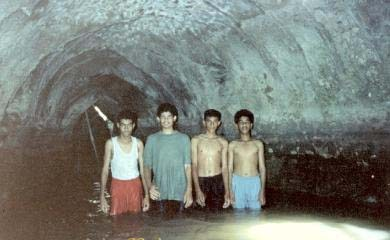
صورة أخرى من الداخل

## الحالة الاجتماعية والجغرافية اليوم
لم يتبقَّ من المرخ كما هي قبل عقود قليلة إلا اللهم في افتقارها إلى الخدمات البلدية والحيوية التي لا يستغني عنها أي مجتمع بشري في ظل هذا التسارع الرهيب في التطور الحياتي على شتى الأصعدة،
وإذا كان ثمة عزاء فإنه في كون المرخ جغرافياً أصبحت مغلقة من جميع الاتجاهات على كثير من العناصر التي لا تتوائم اجتماعياً وثقافياً مع مجتمع القرية المحافظ بطبعه، لكن ورغم ذلك وتأثيره على فقدان الشيء الكثير من الخصائص المتوارثة فإن تميز المرخ بقلة العوائل الساكنة في القرية جعل أهل المرخ من أكثر القرى تماسكاً واطلاعاً على حال الأفراد فرداً فرداً، ودلالة على ذلك أن الأفراح والأحزان مشتركة بين أهل المرخ بدرجة ليس لها مثيل في باقي القرى. بمعنى أن أهل المرخ لا زالت تربطهم فيها بينهم علاقات أقوى مما يربط بين أبناء مجتمعات أخرى في البحرين كانت تتمتع بروح التواصل الاجتماعي بصورة رائعة.

## مؤسسات القرية
في قرية المرخ عدد من المؤسسات ترعى البرامج الدينية والاجتماعية والثقافية والرياضية والترفيهية وغيرها ضمن آليات المؤسسات المجتمعية التطوعية غير المعقدة في علاقتها مع الناس، ونمط إداري من الأنشطة والبرامج وما إلى ذلك .

### دور العبادة
المسجدان اللذان يتعبد فيهما أهل القرية التي ما عرفت منذ أحياها أهلها بالسكنى وأصبحت مجتمعاً مستقراً غير الدين، ولا دين غير الإسلام ملتزمين بمنهج أهل البيت (ع)، فإن لهذين المسجدين موقعاً خاصاً في سياق الإهمال العام للقرية

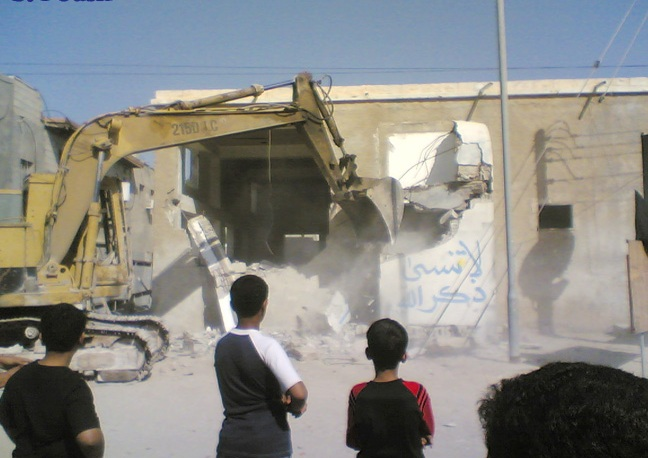
هدم الأوقاف الجعفرية للمسجد الشمالي بعد أن أصبح آيلاً للسقوط

#### المسجد الشمالي
أحد هذين المسجدين والمعروف بالمسجد الشمالي تم تشييده في عهد سلمان بن حمد والد الأمير الراحل عيسى بن سلمان، بما يتجاوز الآن نصف قرن من الزمان، ولم تجرِ فيه أية إضافات أو ترميم أو تعديل على بنائه إلى أن شارف على الانهيار، وأصبح يشكل خطراً على المصلين بشهادة مهندسين مختصين مما اضطر دائرة الأوقاف الجعفرية إلى هدمه والشروع في تعميره.

#### مسجد الشيخ عطية ((الجنوبي))
والمسجد الجنوبي المشهور باسم مسجد الشيخ عطية فلا يوجد من المعمرين من أهل القرية فضلاً عن الشباب من يجيب على الأسئلة المتعلقة حوله: متى تأسس ؟ ومن أسسه ؟. وهو على تاريخيته يفتقر إلى ما تتطلبه دور العبادة مما يهيؤها لأداء رسالتها المقدسة في توفير الجو المناسب للمؤمنين للتقرب إلى رب العزة والجلال في بيت من البيوت التي يذكر فيها اسمه كثيراً.
وللأمانة فإن آخر عناية شاملة أسفرت عن تغيير شبه كامل في شكل المسجد كانت قد أنجزت في بدايات العام الميلادي 1991 م.

#### مسجد خويتيم
يقع في أطراف القرية من الجهة الشرقية مسجد صغير -مساحةً- يطلق عليه الناس اسم ((مسجد خويتيم)). ولا يعرف زمن تأسيسة على وجه التحديد. يبدو كما هو الغالب، أن هذا المسجد أسسه الفلاحون من أهل المنطقة، حيث كانوا ملتزمين طيلة النهار بالعمل الجاد في مزارعهم ولا تتاح بأحدهم فرصة الإياب إلى المنزل إلا عند غروب الشمس، مما يضطرهم لاتخاذ مكان محدد في المزرعة للصلاة والعبادة، يتم تأطيره ببعض الصخور الصغيرة وجذوع النخل على شكل مسجد، والعناية بنظافته وطهارته وخصوصيته كمسجد قدر الإمكان.
والظاهر أن مسجد خويتيم في المرخ يقع ضمن هذا التصنيف بحكم الموقع في أطراف القرية، والمساحة الضيقة، وشكل البناء، والعمر الزمني.
أعيد بناء المسجد عام 2010.

### مؤسسات المجتمع المدني والشأن الرياضي

#### صندوق المرخ الخيري
يساهم الصندوق الخيري في رفد العوائل المحتاجة بالمعونات المادية والمعنوية على اختلافها محققاً مبدأ التكافل الاجتماعي. ويتم رفد الميزانية العامة للصندوق من تبرعات أهل القرية واشتراكاتهم التطوعية الدورية.
يقدم الصندوق معونات للمحتاجين على هيئة تكفّل بنفقات الدراسة للطلاب وتزويج الشباب والمساهمة في نفقات علاج بعض المرضى وغير ذلك.

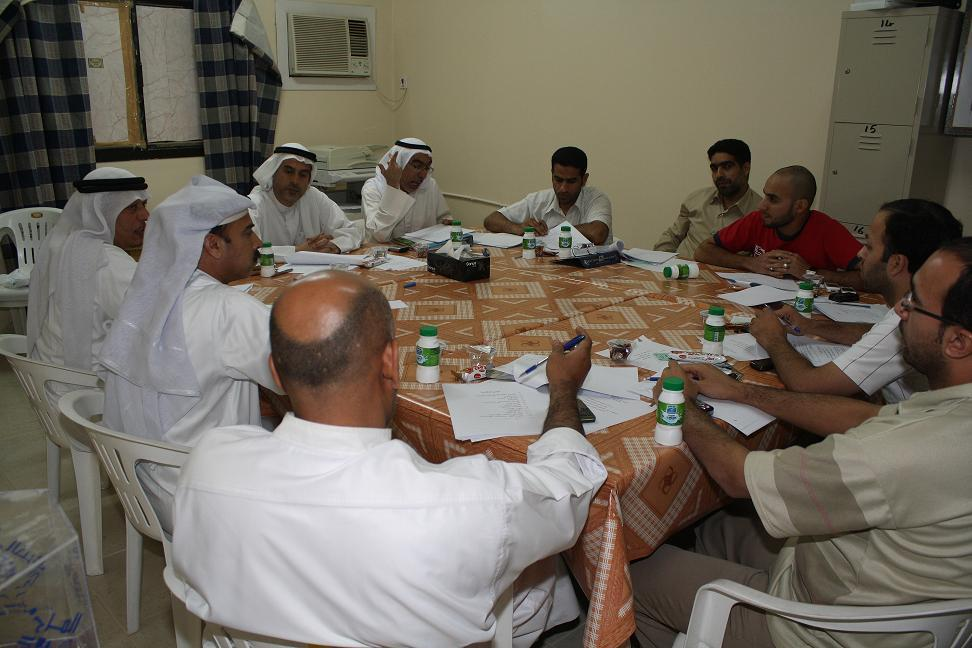
جانب من اجتماع مجلس أمناء صندوق المرخ الخيري

كما ألحقت بالصندوق لجنة للأنشطة الاجتماعية تعمل على تنظيم الرحلات الترفيهية والمهرجانات الشعبية، والمسابقات والزيارات. كما يضم الصندوق لجان عاملة أخرى وهي دعم الطالب والمالية والجباية والإعلامية والبحث الاجتماعي والاستثمار والعلاقات العامة والخدمات، كما يصدر الصندوق نشرة دورية تسمى ((المرخ الخيري)) تُعنى بأخبار الصندوق بصورة خاصة والقرية بصورة عامة.
هذا وقد أطلق صندوق المرخ الخيري عدداً من المشاريع الرائدة على مستوى القرية والمنطقة، كالمشروع التنموي ومشروع تمكين المرأة اقتصادياً، وقد حازت مشاريعه على منح مالية متعددة من وزارة التنمية الاجتماعية بالإضافة إلى الإشادات التي تلقاها صندوق المرخ الخيري من عدد كبير من المسؤولين وأصحاب القرار والمتابعين على هذه المشاريع المتميزة التي يخدم بها منطقته -المرخ- مما يصب في خدمة الوطن الأم -البحرين-

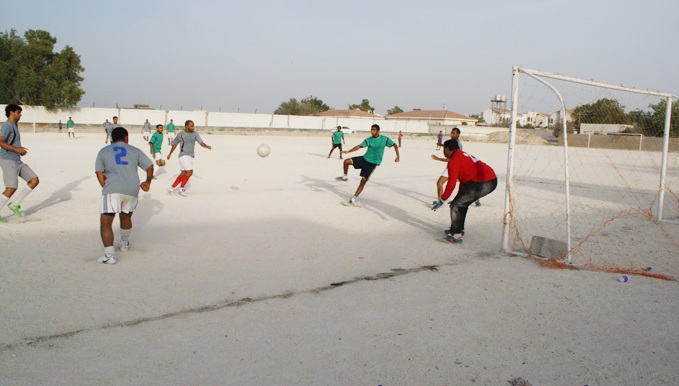
الملعب الذي يستعمله شباب القرية لممارسة الرياضة

#### مؤسسات الشأن الرياضي
لم يستفد أهالي قرية المرخ على مدى تاريخ القرية وإلى الآن من خدمات نادٍ أو مركز رياضي معتمد كما استفاد أهالي غالبية القرى في البحرين، على الرغم من بعض المساعي لمجموعة من المهتمين من رجال وشباب القرية بهذا الموضوع. بيد أن الشباب الرياضي في القرية يمارسون هواياتهم بعفوية في حيز ملعب خاص معد لهذا الغرض، ولم يثن ذلك الشباب عن تشكيل فريق كرة قدم خاص يمثل القرية في بعض الدورات الكروية التي يدعى للمشاركة فيها، ولهذا الفريق تاريخ جميل، ومر بعدة مراحل وفترات كان أكثرها إشراقاً في المنتصف الأخير للثمانينات من القرن المنصرم عندما فاز الفريق بعدة دورات رياضية.

### مؤسسات الشأن الديني

#### مأتم المرخ للرجال
المأتم لم يكن دوره في يوم من الأيام مقتصراً على إحياء مناسبات أهل البيت (ع)، في الوفيات والمواليد كما تعارف المجتمع البحراني تقليدياً، وإنما كان المأتم في القرية ولا يزال محور الربط بين جميع أهالي قرية المرخ كباراً وصغاراً، فيه يتواصلون، ويلتقون في الأفراح والأتراح، إضافة إلى رعايته للناشئة من خلال استضافة برامج تعليم الصلاة والدروس الدينية الأساسية التي اضطلع بمسؤوليتها خيرة شباب القرية والرجال المؤمنون المأمونون على فلذات أكباد الناس منذ أجيال وأجيال مضت، حتى أصبح العديد من طلاب الأمس في هذه الحلقات الدراسية مدرسين اليوم لأبناء لم تكن السماء-آنذاك- قد جادت بهم على المجتمع، وهم الآن بذرة لشجرة المستقبل تحمل في طياتها الخير والعطاء لموطنها الذي تربت على ترابه ونهلت من بركاته كل حب وإخلاص ووفاء.
هذا وقد تعارف أهل القرية فيما بينهم على أن ينتخبوا كل عامين أعضاء مجلس إدارة المأتم ممن تسالموا على أهليتهم لإدارة الصرح المبارك بما يحقق أهدافه السامية بأحسن ما يمكن من خلال مجلس إدارة له رئيس ونائب رئيس وأمين سر وأمين مالي ولجان عمل، تؤدي وظيفتها المحددة وفقاً لتقسيم متفق عليه، وتحت ظل اللائحة التنظيمية الداخلية التي أقر العمل بها أهل القرية بالتصويت الحر المباشر.
وعلى الرغم من تجشم أعضاء إدارة المأتم صعوبات العمل التطوعي الذين انضووا تحت مظلته مختارين بقناعة تامة بمكانة القيمة العظمى لتحمل المسؤولية في هذا الميدان المبارك، إلا أن مساندة أهل القرية لأعضاء الإدارة في أداء حق الواجب يجعل المهمة أيسر والعناء أقل

#### مأتم النساء
يقوم النساء في مأتمهن بإحياء ذكريات وتعاليم أهل البيت. ولكن لمأتم النساء حكاية أخرى ضمن مسلسل الحاجة إلى الخدمات العامة، حيث يتكدسن في وضع مأساوي لإحياء المناسبات الدينية على اختلافها. في ذلك المبنى القديم المتهالك الذي اصطلح عليه اسم ((مأتم)). ولا أمل لديهن في تبدل الحال إلى الأحسن إلا باكتمال مشروع المأتم الجديد للقرية لينتقلن حينها إلى المأتم الحالي للرجال، علماً أن المشروع سالف الذكر كان قد تعطل كثياً بعلة الإجراءات الرسمية وهو الآن على مشارف الشروع في تنفيذه بإذن الله.

#### هيئة العدل المنتظر للتعليم الديني
وتعنى هذه الهيئة بتعليم الصلاة للصغار وتدريس المبادئ والتعاليم الأساسية لمختلف المراحل وهي الابتدائية والإعدادية والثانوية وما فوق، وتنصب الدروس التي تقيمها هذه اللجنة على الفقة والسيرة والأخلاق والعقائد وغيرها.
واضطلع لمسؤولية برامج تعليم الصلاة والدروس الدينية الأساسية خيرة شباب القرية والرجال المؤمنون المأمونون على فلذات أكباد الناس منذ أجيال وأجيال مضت، حتى أصبح العديد من طلاب الأمس في هذه الحلقات الدراسية مدرسين اليوم، لأبناء لم تكن السماء-آنذاك- قد جادت بهم على المجتمع، وهم الآن بذرة لشجرة المستقبل تحمل في طياتها الخير والعطاء لموطنها الذي تربت على ترابه ونهلت من بركاته كل حب وإخلاص ووفاء.

#### مضيف أبي الفضل العباس
راودت بعض شباب القرية فكرة لطيفة ألا وهي فكرة إقامة مضيف يقدم بشكل أساسي الشاي والعصائر وذلك ليالي الجمع وفي المناسبات المختلفة، كمواليد ووفيات أهل البيت (ع)، وقد ظهرت الفكرة جميلة حيث يجتمع أهالي القرية حول المضيف وهم يتبادلون أطراف الحديث متناولين ما تيسر للمضيف أن يقدمه لهم، هذا وقد توسع نشاط المضيف فأصبح يقدم الوجبات بعد القراءات الحسينية وفي المواليد والوفيات.

## وصلات خارجية
- صندوق المرخ الخيري
- ملتقى المرخ
- مأتم المرخ
- حسابات انستغرام متعلقة بقرية المرخ:
  - مجالس قرية المرخ
  - جمعية المرخ الخيرية الاجتماعية
  - أخبار المرخ